# 재하
재하(한국명: 이진호, 1993년 11월 23일~)는 미국의 워싱턴 주 시애틀에서 출생하였으며, 대한민국에서 활동하는 한국계 미국인 록 트로트 음악 가수이다.
2012년 10월에 언더그라운드 라이브 클럽에서 록 음악으로 첫 커리어를 밟은 그는, 2018년 10월 《‘삼바파티’》로 정식 데뷔하였고, 2021년 2월 《트롯전국체전》에서는 최종 2위인 은메달을 차지하였다. 미국 워싱턴 주 시애틀 출생인 한국계 미국인일뿐더러 대학에서 중국어까지 전공한 것처럼 영어 및 중국어 회화에 특기가 있고, 이외에도 악기 연주에 일가견이 있다.

## 생애

### 데뷔 이전
90년대 후반, '립스틱 짙게 바르고’를 히트시킨 가수 임주리의 아들이다. 어릴 때부터 어머니의 국내외 공연을 따라다니며 자연스럽게 가수의 꿈을 키웠다고 한다. 그러나 처음에 엄마 임주리는 그가 가수의 길을 걷는 것을 반대하였으나, 일단 그는 팝과 인디음악을 하며 음악을 향한 열정을 키웠다.
어릴 때부터 좋아했던 미국 팝 가수 제이슨 므라즈와 저스틴 팀벌레이크를 비롯하여 영국 밴드 퀸, 제2의 마이클 잭슨이라 불리는 브루노 마스의 노래를 특히 많이 불렀다고 한다. 그리고, 이외에도 팝 발라드, 재즈, 락 등의 다양한 장르를 접했던 것으로 보인다. 이 시기, 거리에서 버스킹하던 영상을 찾아볼 수 있다.

### 데뷔 이후
엄마의 건강이 나빠지자, 이를 계기로써 하여금 트로트로 전향, 제법 대중적인 음악을 시작하게 된다. 어머니를 위해 트로트 가수가 되기로 결심한 후, 불과 한 달 만에 첫 음반 ‘삼바파티’를 내놓았다. 이후, 전국의 각 특정 지역의 지방 방송(가령 대표적으로, 부산KNN TV 프로그램 《골든마이크》 등등을 필두로 간간이 스포트라이트)에도 출연하거나 전국 지역 곳곳의 지방 행사를 다니며 활동하였으나, 그렇게 광범위하게도 썩 크게 대중의 관심을 얻지는 못하였다. 그러던 중, 경연TV프로그램 《트롯전국체전》에 참가하게 된다.
2020년~2021년에 방영된 KBS TV 《트롯전국체전》에 참가하여 1라운드에서 《‘눈동자’》로 올스타를 받으며 심사위원들로부터 극찬을 받았다. 이후, 발군의 실력을 보이며 준결승에서는 1위로 결승에 진출, 최종 2위로 은메달을 차지하며 가요계의 떠오르는 신예로 주목 받기 시작한다.

## 실력
트롯전국체전에서는 주로 트로트와 발라드의 중간 지점인 세미트로트를 부르며 호평을 받았다. 이후 고정 출연한 트롯매직유랑단과 불후의 명곡 전설을 노래하다에서는 발라드, 재즈, 락 등의 다양한 음악을 선보이며 장르를 넘나드는 음악성과 가창력을 보여주었다.
특히, 어머니로부터 물려받은 독보적인 음색과 20대의 나이가 믿기지 않는 깊은 감성은 동료, 선배 가수들의 감탄을 자아내었다. 가요계의 전설 조용필의 ‘창밖의 여자’와 ‘그 겨울의 찻집’을 부른 영상을 보면 가수로서의 그의 내공을 엿볼 수 있다. 그의 무대 사이사이 비춰지는 선배, 동료들의 감탄하는 표정과 반응은 흥미롭다.  
- 남진 "최고 최고", 주현미 "좋다, 목소리"  (트롯전국체전 본선 1라운드, '눈동자')
- 김연자 "기절할 것 같아", 설운도 "잘한다 잘해", "아들 하나 잘 낳았어", 송가인 "닭살 돋아. 한방이 있다." (트롯전국체전 본선 3라운드, '립스틱 짙게 바르고')
- 신유 "재하선수는 말을 하면 엉뚱한 면이 있는데, 노래만 시작하면 돌변해요. 타고난 보컬이 아닌가 생각했습니다." (트롯전국체전 준결승 1차, '안돼요 안돼')
- 별 "트로트를 고급지고 세련되게 표현하시는 것 같아요. 고음은 온몸으로 뿜어내는 느낌으로, 같이 카타르시스를 느끼게 돼요. 가창력은 단연코 1등이 아닌가..." (트롯전국체전 준결승 1차, '안돼요 안돼')
- 황치열 "본인이 어떻게 연출을 해서 불러야 할 지를 알아. 역시 트로트 엄친아" (트롯전국체전 준결승 2차, '무정부르스')
- 주현미 "처음 불러보는 곡을 멋지게 자기 노래로 만들어서, 그 감정을 전달하는 그 파워에 아낌 없는 박수를 보냈습니다" (트롯전국체전 결승 1차, '순천만 연가' )
- 진시몬 "목소리가 듣는 사람들의 감정선을 건드리는 한 같은 것이 있는 것 같다." (트롯전국체전 결승 2차, '애수')
- 신유  "정동하 씨가 트로피 15개로 기록이 안 깨지고 있다고 들었는데,  재하 씨가 그 기록을 깰 수 있지 않을까. 여기 코치분들이 재하 씨와의 대결을 좀 피해서 나와야 할 것 같다." (불후의 명곡 전설을 노래하다 499회, '그 겨울의 찻집')
- 박상민 "TV에서 보는 것보다 더 잘하네요. 음이 한 음도 안 틀렸어요." (트롯매직유랑단 13회, '바다에 누워')

## 앨범
- 2018.10.17. 정규 《삼바파티》 수록곡 <삼바파티>, <하늘이 준 사랑>, <사랑한게 죄라면>, <영웅(중국어)>, <삼바파티(중국어)>
- 2020.06.02. 정규 《묻고 더블로 가》 수록곡 <묻고 더블로 가>, <하늘이 준 사랑>, <삼바파티>, <사랑한게 죄라면>, <삼바파티(중국어)>
- 2020.12.13. 옴니버스 《트롯전국체전 Part.2》 수록곡 <눈동자> (장르: 트로트)
- 2020.12.27. 옴니버스 《트롯전국체전 Part.4》 수록곡 <애모> (장르: 트로트)
- 2021.01.17. 옴니버스 《트롯전국체전 Part.7》 수록곡 <립스틱 짙게 바르고> (장르: 트로트)
- 2021.01.31. 옴니버스 《트롯전국체전 Part.8》 수록곡 <봄날은 간다> (장르: 트로트)
- 2021.02.07. 옴니버스 《트롯전국체전 Part.9》 수록곡  <안돼요 안돼> (장르: 트로트)
- 2021.02.14. 옴니버스 《트롯전국체전 Part.10》 수록곡 <무정부르스> (장르: 트로트)
- 2021.02.21. 옴니버스 《트롯전국체전 FINAL》 수록곡 <순천만 연가, 애수> (장르: 트로트)
- 2021.03.14. 옴니버스 《트롯전국체전 스페셜 갈라쇼》 수록곡 <보릿고개> (장르: 트로트)
- 2021.03.20. 옴니버스 《불후의 명곡 트롯전국체전 리벤지 특집1》 수록곡 <그 겨울의 찻집> (장르: 성인가요)
- 2021.04.01. 옴니버스 《트롯매직유랑단 Part.1》 수록곡 <몇 미터 앞에 두고> (장르: 트로트)
- 2021.04.17. 옴니버스《불후의 명곡 트롯전국체전 코치 선수 대항전》 수록곡 <내 하나의 사람은 가고> (장르: 성인가요)
- 2021.05.06. 옴니버스 《트롯매직유랑단 Part.6》 수록곡 <잃어버린 우산> (장르: 성인가요)
- 2021.07.11. 옴니버스 《트롯매직유랑단 Part.15》 수록곡 <서울의 달> (장르: 성인가요)
- 2021.07.17. 옴니버스 《불후의 명곡 여름 가요대전》 수록곡 <보고싶다> (장르: 발라드)
- 2022.06.16. 미니 《스파크》 수록곡 <스파크>, <당신을 닮아가요> (장르: 성인가요)
- 2022.12.30. 옴니버스 《미스터트롯2 예선 베스트 PART2》 수록곡 <나쁜 남자> (장르: 트로트)
- 2023.01.13. 옴니버스 《미스터트롯2 팀미션 베스트 PART1》 수록곡 <오빠 아직 살아있다 (우승부)> (장르: 트로트)
- 2023.01.20. 옴니버스 《미스터트롯2 데스매치 베스트 PART1》 수록곡 <사랑아> (장르: 성인가요)
- 2023.03.27. 싱글 《빛나주세요》 (장르: 성인가요)
- 2023.05.08. 싱글 《엄마는 괜찮아》 (장르: 발라드)
- 2023.06.30. 옴니버스 《미스터로또 베스트 PART8》 수록곡 <옥경이> (장르: 트로트)
- 2023.07.21. 옴니버스 《미스터로또 베스트 PART11》 수록곡 <둠바둠바> (장르: 트로트)
- 2023.08.04. 옴니버스 《미스터로또 베스트 PART13》 수록곡 <처음 그 느낌처럼> (장르: 성인가요)
- 2023.09.08. 옴니버스 《미스터로또 베스트 PART18》 수록곡 <고장난 벽시계> (장르: 트로트)
- 2023.10.20. 옴니버스 《미스터로또 베스트 PART21》 수록곡 <만약에> (장르: 성인가요)
- 2023.10.29. 싱글 《별난사람》 (장르: 발라드)

## 활동

### 방송

#### 트롯전국체전
- 2020.12.05. 1회 개막행사
- 2020.12.12. 2회 본선 1라운드 '미스터리 지역 선수 선발전' <눈동자>
- 2020.12.26. 4회 본선 2라운드 '지역별 팀 대결' <애모> (보쌈 with 김윤길, 완이화)
- 2021.01.16. 7회 본선 3라운드 '1:1 데스 매치' <립스틱 짙게 바르고>
- 2021.01.23. 8회 본선 4라운드 '지역 통합 듀엣 미션' <봄날은 간다> (서글픈 사이 with 설하윤)
- 2021.01.30. 9회 준결승 1차 '자유곡 미션' <안돼요 안돼> 준결승 1차 1위
- 2021.02.12. 설특집 <영일만 친구>
- 2021.02.13. 11회 준결승 2차 '지정곡 미션' <무정부르스> 준결승 최종 1위
- 2021.02.20. 12회 결승 1차 '신곡 미션' <순천만연가>, 결승 2차 '명곡 미션' <애수> 은메달(최종 2위)
- 2021.03.06. 트롯전국외전 'TOP8 스토리'
- 2021.03.13. 갈라쇼 1회 <안돼요 안돼>, <보릿고개>
- 2021.03.20. 갈라쇼 2회 <순천만 연가>, <립스틱 짙게 바르고> (with 임주리)

#### 트롯매직유랑단
- 2021.03.31. 1회  <몇 미터 앞에 두고>
- 2021.04.07. 2회  <사랑밖엔 난 몰라>
- 2020.04.14. 3회  출연
- 2021.04.21. 4회  출연
- 2021.04.28. 5회  <창밖의 여자>
- 2021.05.05. 6회  <잃어버린 우산>, <천년의 사랑>
- 2021.05.12. 7회  출연
- 2021.05.19. 8회  <불꽃처럼>
- 2021.05.26. 9회  <바람 바람 바람>
- 2021.06.02. 10회  <가까이 하기엔 너무 먼 당신>
- 2021.06.12. 11회  <일편단심 민들레야> (with 신승태)
- 2021.06.19. 12회  <누구없소>
- 2021.06.26. 13회  <바다에 누워>
- 2021.07.03. 14회  <먼지가 되어> (with 한강)
- 2021.07.10. 15회  <서울의 달>
- 2021.07.17. 16회  <애원>, <추억의 책장을 넘기며> (with 정미애)
- 2021.07.24. 17회  <이젠 그랬으면 좋겠네>

#### 불후의 명곡 전설을 노래하다
- 2021.03.20. 499회 우승 <그 겨울의 찻집>
- 2021.04.17. 503회 <내 하나의 사람은 가고>
- 2021.05.08. 506회 <가족사진> (with 임주리)
- 2021.07.17. 516회 <보고싶다> (with 신승태)

#### 가요무대
- 2021.04.05. 1696회  <낙화유수>
- 2021.05.17. 1702회  <엄마라는 이름으로> (with 임주리)
- 2021.08.09. 1712회  <당신은 모르실거야>
- 2021.09.20. 1717회  <그대는 나의 인생> (with 임주리)
- 2023.04.10. 1794회  <기적소리만>
- 2023.12.18. 1828회  <누가 이 사람을 모르시나요>

#### THE 트롯SHOW
- 2021.04.14.  3회  <묻고 더블로 가>, <너 떠난 후에>
- 2021.07.19.  16회  <탱고의 연인> (with 임주리)
- 2022.05.16.  50회  <애수>
- 2022.07.11.  55회  <스파크>
- 2022.10.10.  64회  <안돼요 안돼>
- 2023.03.06.  76회  <당신을 닮아가요>
- 2023.08.28.  96회  <엄마는 괜찮아>

#### 트롯챔피언
- 2022.10.27.  EP.4  <님과 함께>
- 2022.11.24.  EP.6  <겨울장미>
- 2023.02.23.  EP.12  <삼바파티>
- 2023.04.13.  EP.15  <빛나주세요>
- 2023.07.13.  EP.21  <엄마는 괜찮아>
- 2023.10.26.  EP.28  <고맙소>
- 2023.11.09.  EP.29  <별난 사람>
- 2023.12.21.  EP.32  <바다에 누워 (with 성리)>
- 2024.03.14.  EP.35  <별난 사람>
- 2024.04.25.  EP.38  <사랑한게 죄라면>
- 2024.05.09.  EP.39  <별난 사람>

#### 미스터트롯2
- 2022.12.29. 마스터 오디션 Part.2 <나쁜 남자>
- 2023.01.12. 장르별 팀 미션 Part.2 <오빠 아직 살아있다> (우승부)
- 2023.01.19. 1:1 데스매치 Part.1 <사랑아>

#### 미스터 로또
- 2023.05.11.  1회  <별빛 같은 나의 사랑아>, <바람의 노래 (with 김용필)>
- 2023.05.18.  2회  <여자의 일생>
- 2023.05.25.  3회  <제2의 연인>, <바다의 왕자 (with 박지현, 최수호)>
- 2023.06.08.  5회  <여행을 떠나요>
- 2023.06.15.  6회  <그때 그 사람>, <Lonely Night (with 박완규)>
- 2023.06.22.  7회  <열정>, <맞짱&바꿔 (with 추혁진)>
- 2023.06.29.  8회  <옥경이>, <불놀이야 (with 안성훈)>
- 2023.07.13.  10회  <불티>
- 2023.07.20.  11회  <가슴앓이>, <둠바둠바>
- 2023.07.27.  12회  <그녀와의 이별>
- 2023.08.03.  13회  <처음 그 느낌처럼>, <바다새 (with 안성훈)>
- 2023.08.10.  14회  <블링블링>
- 2023.08.17.  15회  <비나리>, <달빛 창가에서 (with 박서진)>
- 2023.08.24.  16회  <혼자만의 사랑>, <황홀한 고백 (with 김신의)>
- 2023.08.31.  17회  <케 세라 세라>, <아라비안 나이트 (with 추혁진)>
- 2023.09.07.  18회  <고장난 벽시계>
- 2023.10.12.  20회  <너만을 사랑했다>
- 2023.10.19.  21회  <만약에>
- 2023.10.26.  22회  <내 이름 아시죠>, <미스고>, <둥지 (with 임주리)>, <토요일은 밤이 좋아 (with 김용필, 추혁진)>
- 2023.11.09.  24회  <멋진 인생>
- 2023.11.30.  26회  <몰래한 사랑>, <서쪽 하늘 (with 안성훈, 김동현)>
- 2023.12.07.  27회  <보약 같은 친구>
- 2023.12.14.  28회  <지나야>, <커피 한 잔 (with 박서진, 김용필)>
- 2023.12.29.  29회  <비에 젖은 터미널>
- 2024.01.12.  31회  <영영>, <젊은 그대 (with 박서진, 추혁진)>
- 2024.01.19.  32회  <벤치>
- 2024.01.26.  33회  <바보같은 사나이>, <준비 없는 이별 (with 김용필)>
- 2024.02.02.  34회  <연인>
- 2024.03.01.  38회  <아침의 나라에서>, <아름다운 강산 (with 안성훈)>, <나는 문제없어 (with 박서진, 김용필, 추혁진)>
- 2024.03.22.  41회  <아! 사루비아>
- 2024.03.29.  42회  <99.9>, <날 보러와요 (with 진욱, 박서진)
- 2024.04.12.  44회  <휘리릭>, <목련>, <참아주세요 (with 박성온)>
- 2024.05.03.  47회  <바람에 옷깃이 날리듯>
- 2024.05.10.  48회  <사랑해요 그대를>
- 2024.05.31.  51회  <꿈속의 사랑>

#### 현역가왕2
- 2024.12.03. 2회

#### 그 외
- 2021.04.05. KBS 연중라이브 연중 플레이리스트 <하늘이 준 사랑>, <사랑할수록>
- 2021.05.25. THE SHOW  <순천만 연가>
- 2021.06.17. KBS 굿모닝 대한민국 라이브 노래는 인생을 싣고 <하늘이 준 사랑>, <탱고의 연인 (with 임주리)>
- 2021.10.24. KBS 열린음악회 <열애>, <아담과 이브처럼 (with 신미래)>
- 2022.04.10. MBC 복면가왕 <꽃바람 여인>, <사랑을 했다>
- 2022.09.04. MBC 복면가왕 <오늘 같은 밤>, <여행을 떠나요>
- 2023.04.11. TV조선 화요일은 밤이 좋아 <저어라>
- 2023.05.03. TV조선 트랄랄라 브라더스  <암연>, <사랑에 빠졌어 (짝팀)>
- 2023.06.06. TV조선 화요일은 밤이 좋아 <안되나용>, <봄날은 간다 (with 임주리)>, <탱고의 연인 (with 임주리)>
- 2023.06.21. TV조선 트랄랄라 브라더스  <댄싱퀸>
- 2023.10.31. TV조선 화요일은 밤이 좋아 <남자다잉>, <립스틱 짙게 바르고>

### 라디오
- 2021.03.30. KBS 김혜영과 함께
- 2021.04.26. TBS 최일구의 허리케인
- 2021.04.29. TBN 박철의 방방곡곡
- 2021.09.03. KBS 김혜영과 함께
- 2021.09.21. 국방FM 너를 사랑하기에 전유나입니다
- 2021.12.31. 국방FM 한강, 안소미의 트롯 차차차
- 2022.02.10. TBN 박철의 방방곡곡
- 2022.03.04. KBS 김혜영과 함께

### 공연

#### 2021 트롯전국체전 대국민 희망 콘서트
2021년 5월 24일 제작발표회를 통해, 서울(7월 10일, 11일 올림픽 체조경기장)과 광주(7월 17일, 18일 광주여대 유니버시아드)에서 열릴 공연 일정을 공개했다. 이후 티켓 예매까지 하였으나, 코로나 바이러스의 확산으로 제작사 측은 9월 쯤으로 연기한다고 밝혔다.

#### 2022 트롯전국체전 성남 콘서트
코로나 바이러스로 연기되었던 콘서트가 2022년 10월 8일과 10월 9일 양일간 부제 '소확행'으로 개최되어 풍성한 볼거리와 감동을 선사하며 성황리에 진행되었다.

#### 2022 트롯전국체전 TOP3 서울 콘서트
'2022 트롯전국체전 성남 콘서트' 이후 쏟아지는 팬들의 환호와 요청에 부응하여 개최된 앙코르 콘서트이다. (2022년 12월 17일, 부제 '감사합니다 - 선물')

#### 단독 콘서트
2023년 10월 29일, 첫 단독 콘서트 '만남 : 다시 또 만남의 시작'이 홍대 웨스트 브릿지에서 열렸다. 이날, 가수 신승태, 안성준, 강재수가 게스트로 참여, 축하무대로 동료애를 보여주었다.

### 유튜브
- 2017년 7월 17일 개설한 ‘재하TV’
- 트롯전국체전 이전의 활동과 일상이 담긴 동영상과 트롯전국체전, 그리고 그 이후의 무대 동영상이 업로드 되어 있다.
- 현재는, 커버 영상과 라이브 방송을 통해 대중과 소통하고 있다.

### 홍보대사
- 2021년 3월 26일 전남 영광군 홍보대사로 위촉되어 ‘영광의 매력’을 알리는 지역 홍보 활동을 펼치고 있다. 2021년 9월 16일, 추석을 맞아 영광군민들에게 인사를 전하고 있다.
- 2021년 11월 9일 경기 고양시 문화예술 홍보대사로 위촉되어, '시 승격 30주년' 및 '특례시'로 도약하는 고양시의 다양한 정책을 알리고 시민을 위한 문화행사에서 홍보 활동을 하기 시작하였다.
- '2023 순천만 국제정원 박람회'를 앞둔 순천시에서 제작한 순천만 국가정원 홍보영상에 홍보곡 ‘여기, 너와 함께’를 부르며 참여했다

## 수상
- 2021.02.20. KBS 2TV 트롯전국체전 은메달(2위)
- 2021.10.21. 2021 월드스타 연예대상 트로트 부문 인기상
- 2021.12.21. 2021 대한민국 아름다운 문화인 대상 대중가요 인기상

## 신체 관련 프로필
- 신장 : 174cm
- 체중 : 65kg